# ولیکا واس پری کرشکم
ولیکا واس پری کرشکم (اسلوونیایی: Velika Vas pri Krškem) یک زیستگاه انسانی در اسلوونی است که در Lower Carniola واقع شده‌است.

## خصوصیات
ولیکا واس پری کرشکم ۳٫۹ کیلومترمربع مساحت و ۲۶۷ نفر جمعیت دارد و ۱۵۹٫۳ متر بالاتر از سطح دریا واقع شده‌است.